# 奈夫萊克鎮區 (明尼蘇達州卡內貝克縣)
奈夫萊克鎮區（英語：Knife Lake Township）是位於美國明尼蘇達州卡內貝克縣的一個行政鎮區。

## 地方資料
奈夫萊克鎮區的面積為82.34平方千米，當中陸地面積為78.65平方千米，而水域面積為3.69平方千米。根據2020年美國人口普查的數據，當地共有人口1212人，而人口密度為每平方千米14.72人。